# جونيور هانلي
جونيور هانلي هو مهندس كندي، ولد في 9 سبتمبر 1944 في Port Mouton, Nova Scotia ‏ في كندا.